# ألفا بلوندي
سيدو كونيه (بالفرنسية: Alpha Blondy)‏ والمعروف بلقبه ألفا بلوندي (ولد في 1 يناير 1953) هو مغنى من كوت ديفوار، لها صدى عالمي في موسيقى الريغي. ولد ألفا بلوندي في ديمبوكرو باساحل العاج. يغني بشكل رئيسي بلغته الأصلية الديولا وباللغتين الفرنسية والإنكليزية، وأحيانا باللغة العربية. ولة أغاني ينقل بها مواقف سياسية. وهو الأبن الأول من بين تسعة أبناء. ولد الفا من اب مسلم وام مسيحية وقد علمتهُ جدته على احترام جميع الأديان ويظهر هذا في معظم اغانية، وقد تم تعينه من قبل الأمم المتحدة سفيرا للسلام في كوت ديفوار في عام 2005.

## ألبوماته
| أشهر اغانيه          |
| -------------------- |
| "Sebe Allah Y'e"     |
| "Brigadier Sabari"   |
| "Sweet Fanta Diallo" |
| "Jerusalem"          |
| "Ragga Gangstar"     |

## روابط خارجية
- ألفا بلوندي على موقع IMDb (الإنجليزية)
- ألفا بلوندي على موقع ميوزك برينز (الإنجليزية)
- ألفا بلوندي على موقع أول ميوزيك (الإنجليزية)
- ألفا بلوندي على موقع ديسكوغز (الإنجليزية)
- ألفا بلوندي على موقع ديسكوغز (الإنجليزية)
- ألفا بلوندي على موقع قاعدة بيانات الفيلم (الإنجليزية)